# The Bucktown Five
The Bucktown Five erano un gruppo jazz attivo nei primi anni venti nell'area di Chicago degli Stati Uniti.

## Storia
Il gruppo suonava un stile New Orleans collettivo di improvvisazione jazz ed erano precursori dello stile di Chicago che si sviluppò negli anni successivi. Circa diciotto mesi dopo la rottura, molti degli stessi musicisti registrarono a Chicago come Stomp Six. I Bucktown Five registrarono anche con Bix Beiderbecke.
Il nome della band è legato a New Orleans, in quanto Bucktown è un quartiere di Chicago, ma anche il nome dell'insediamento che è cresciuto sulla riva del Lago Pontchartrain dopo la chiusura di Storyville. Divenne una versione più piccola di quel distretto.

## I membri
- Guy Carey, al trombone
- Volly De Faut, al clarinetto, sassofono contralto
- Marvin Saxbe, albanjo, chitarra, piatti
- Bill Shelby, al banjo
- Muggsy Spanier, alla cornetta
- Mel Stitzel, al pianoforte

## Discografia
Il gruppo ha registrato per la Claxtonola Records e altre etichette. Le registrazioni includono:
- The Bucktown Five - Chicago Blues, 1924
- The Bucktown Five - Hot Mittens, 1924
- The Bucktown Five - Mobile Blues, 1924
- The Bucktown Five - Really A Pain, 1924
- The Bucktown Five, Bix Beiderbecke - Buddy's Habits, 1924
- The Bucktown Five, Bix Beiderbecke - Chicago Blues, 1924
- The Bucktown Five, Bix Beiderbecke - Someday Sweetheart, 1924
- The Bucktown Five, Bix Beiderbecke - Steady Roll Blues, 1924[1][2][3]